# Chris Carpenter (Tontechniker)
Chris Carpenter (* vor 1979) ist ein US-amerikanischer Tontechniker.

## Leben
Carpenter begann seine Karriere 1979 mit dem Musikfilm Roller Boogie von Mark L. Lester und war seither an weit über 150 Filmprojekten, darunter Hollywood-Blockbuster wie Kevin – Allein zu Haus beteiligt. Zumeist war er als Mischtonmeister tätig. 1994 war er für Geronimo – Eine Legende erstmals für den Oscar in der Kategorie Bester Ton nominiert. Eine zweite Nominierung erfolgte 1997 für Independence Day. Für diesen Film war er zudem für den BAFTA Film Award in der Kategorie Bester Ton nominiert. Seine bislang letzte Nominierung für den Oscar erhielt er 2000 für Die Mumie.

## Filmografie (Auswahl)
- 1984: Solo für 2 (All of Me)
- 1985: Die Maske (Mask)
- 1986: Pretty in Pink
- 1986: The Big Easy – Der große Leichtsinn (The Big Easy)
- 1987: Pinguine in der Bronx (Five Corners)
- 1989: Ghostbusters II
- 1990: Kevin – Allein zu Haus (Home Alone)
- 1992: Kevin – Allein in New York (Home Alone 2: Lost in New York)
- 1993: Geronimo – Eine Legende (Geronimo: An American Legend)
- 1995: Waterworld
- 1996: Independence Day
- 1998: Auf der Jagd (U.S. Marshals)
- 1999: Die Mumie (The Mummy)
- 2001: Zoolander
- 2004: Meine Frau, ihre Schwiegereltern und ich (Meet the Fockers)
- 2008: Der unglaubliche Hulk (The Incredible Hulk)
- 2010: Burlesque
- 2011: The Roommate
- 2012: 21 Jump Street
- 2013: 42 – Die wahre Geschichte einer Sportlegende (42)
- 2014: 22 Jump Street
- 2015: Die Trauzeugen AG (The Wedding Ringer)
- 2015: Wild Card
- 2015: Dating Queen (Trainwreck)
- 2016: The Boss
- 2016: Monster Trucks
- 2017: Emoji – Der Film (The Emoji Movie)
- 2019: Twilight Zone (TV-Serie, 10 Episoden)

## Auszeichnungen (Auswahl)
- 1994: Oscar-Nominierung in der Kategorie Bester Ton für Geronimo – Eine Legende
- 1997: Oscar-Nominierung in der Kategorie Bester Ton für Independence Day
- 1997: BAFTA-Film-Award-Nominierung in der Kategorie Bester Ton für Independence Day
- 2000: Oscar-Nominierung in der Kategorie Bester Ton für Die Mumie